# Shenghuang
Shenghuang (kinesiska: 省璜) är en köping i sydöstra Kina. Den ligger i Minqing härad i provinshuvudstaden Fuzhou i provinsen Fujian, omkring 59 kilometer väster om centrala Fuzhou. Antalet invånare är 11 172. Befolkningen består av 5 569 kvinnor och 5 603 män. Barn under 15 år utgör 20,0 %, vuxna 15-64 år 65 %, och äldre över 65 år 13,0 %.